# 刘偃 (杨丘侯)
刘偃（？—？），杨丘侯刘安子，齐悼惠王刘肥孙，汉高祖曾孙。前164年继承其父为杨丘侯。前153年，因擅自離開楊丘侯国之罪，削为司寇（一种刑罚，相当于无期徒刑）。劉偃曾經撰有漢賦十九篇，而賦名賦文已不得而知。